# Naohiro Iwai
Pour les articles homonymes, voir Iwai.
Dans ce nom, le nom de famille précède le nom personnel.
Naohiro Iwai (岩井 直溥), Iwai Naohiro, né le 2 octobre 1923 et mort le 10 mai 2014 à Yokohama, est un compositeur et arrangeur japonais.
Il termine ses études en 1947 à l'université des arts de Tokyo. Depuis 1959, Iwai travaille comme arrangeur spécialisé dans la musique de jazz. Entre 1947 et 1959, il acquiert beaucoup d'expérience avec divers groupes.
Une importante partie de son travail porte sur les jeunes ou les orchestres scolaires mais il est aussi invité dans le monde entier comme conférencier ou membre de jury. Ses arrangements de chansons pop célèbres et ses compositions originales sont reconnus internationalement.